# Gloster Gorcock
Gloster Gorcock là một loại máy bay tiêm kích hai tầng cánh của Anh, được sản xuất năm 1927.

## Tính năng kỹ chiến thuật (Gorcock)
Dữ liệu lấy từ James 1971, tr. 132–3
Đặc điểm tổng quát
- Kíp lái: 1
- Chiều dài: 26 ft 1 in (7.94 m)
- Sải cánh: 28 ft 6 in (8.68 m)
- Chiều cao: 10 ft 3 in (3.11 m)
- Diện tích cánh: 250 ft2 (23.22 m2)
- Trọng lượng rỗng: 2.364 lb (1.098 kg)
- Trọng lượng có tải: 3.179 lb (1.442 kg)
- Động cơ: 1 × Napier Lion IV, 450 hp (335 kW)

Hiệu suất bay
- Vận tốc cực đại: trên độ cao 5.000 ft (1.524 m) 164 mph (263 km/h)
- Thời gian bay: 1,8 giờ
- Trần bay: 24.000 ft (7.315 m)
- Vận tốc lên cao: 1,64 ft/min (lên độ cao 15.000 ft (4.570 m) 6,93 m/s)

Vũ khí trang bị
- 2 × Súng máy Vickers.303 in (7,7 mm)